# Manzanita Sol
Manzanita Sol es una marca refresquera mexicana de refrescos con sabor a manzana, perteneciente a la compañía estadounidense PepsiCo que predomina en la Ciudad de México. En Latinoamérica, Manzanita Sol compite directamente con la marca actualmente extinta Manzana Lift de Coca-Cola.

## Historia
La fórmula y marca de Manzanita Sol fueron una creación de Ramón Rodríguez Fonseca y su hermano Manuel, ambos hijos de Ramón Rodríguez Cueli, industrial emigrado de España quien se estableció en la Ciudad de México a principios del siglo XX, y se casó con María Fonseca Lomelí, originaria del estado de Hidalgo. La Embotelladora El Sol, S. de R. L. de C.V. fue creada por sus dos hijos mayores, y llevada al gran éxito gracias a la fórmula de Manzanita Sol, que en su fórmula original (1950) incluía 6% de jugo de manzana. En la década de los años 1950, la embotelladora  estaba situada en la delegación Benito Juárez, Calle 20 Núm. 17 en la colonia de San Pedro de los Pinos, años más tarde se relocalizaría en la calzada Acoxpa, Núm. 69, en Tlalpan. 
De los diversos productos (como "Hippo", "refrescos de sabores" como uva y durazno, y  "agua purísima"), registrados en el mismo Diario de la Federación, el más exitoso fue el que se conoce como Manzanita Sol, que quedó registrado así: 
"Registro 25187 "A".– Gaseosa Sidra, sabor de: manzana El Sol... Embotelladora El Sol, S. de R. L. de C.V., Calle 20 Núm. 17. San Pedro de los Pinos, D. F. Rpte. Ramón Rodríguez Fonseca. San Pedro de los Pinos  [Diario Oficial de la Federación, OF, Pág. 12, Miércoles 1 de febrero de 1950] 
La embotelladora El Sol representó y embotelló diferentes marcas de refrescos, incluyendo a Seven-Up. Fue una empresa 100% mexicana e independiente hasta 1995, cuando fueron adquiridas, tanto la fórmula como la marca, por la compañía estadounidense PepsiCo.

## Distribución
En los Estados Unidos, la marca es vendida en paquetes de 12 botellas, en presentación de dos litros, y botellas de 600 ml. La bebida está disponible en Wal-Mart, Albertson's, H-E-B, Ralph's, K-Mart, Food 4 Less, Jewel-Osco, Dominick's, Safeway, Vons, Stater Bros., entre otros supermercados y tiendas más pequeñas.